# تيم كير
تيم كير هو لاعب هوكي الجليد كندي، ولد في 5 يناير 1960 في وندسور في كندا.

## وصلات خارجية
- تيم كير على موقع دوري الهوكي الوطني (الإنجليزية)
- تيم كير على موقع قاعة مشاهير الهوكي (لاعب أن.إتش.أل) (الإنجليزية)
- تيم كير على موقع EliteProspects.com (الإنجليزية)
- تيم كير على موقع HockeyDB.com (الإنجليزية)
- تيم كير على موقع Hockey-Reference.com (الإنجليزية)
- تيم كير على موقع إن إن دي بي (الإنجليزية)